# Gymnallabes
Gymnallabes — рід риб родини Кларієві ряду сомоподібних. Має 2 види.

## Опис
Загальна довжина представників цього роду коливається від 6 до 23 см. Голова невеличка. Очі маленькі, розташовані у верхній частині голови. Є 4 пари вусів. Тулуб змієподібний, тонкий. Спинний плавець дуже довгий, тягнеться до хвостового плавця. Грудні та черевні плавці маленькі. Анальний плавець помірно довгий. Хвостовий плавець короткий, округлий, помірно широкий. Спинний, анальний та хвостовий плавець поєднані.
Забарвлення однотонне — сіре, сталеве.

## Спосіб життя
Біологія вивчена недостатньо. Воліють до прісних водойм. Полюбляють закопуватися у ґрунт. Активні вночі. Живляться дрібними водними безхребетними, рідше детритом.

## Розповсюдження
Мешкають у басейні річок Конго, Нігер і Крос.

## Види
- Gymnallabes nops
- Gymnallabes typus